# Ligne asymétrique
 (mars 2023).
Si vous disposez d'ouvrages ou d'articles de référence ou si vous connaissez des sites web de qualité traitant du thème abordé ici, merci de compléter l'article en donnant les références utiles à sa vérifiabilité et en les liant à la section « Notes et références ».

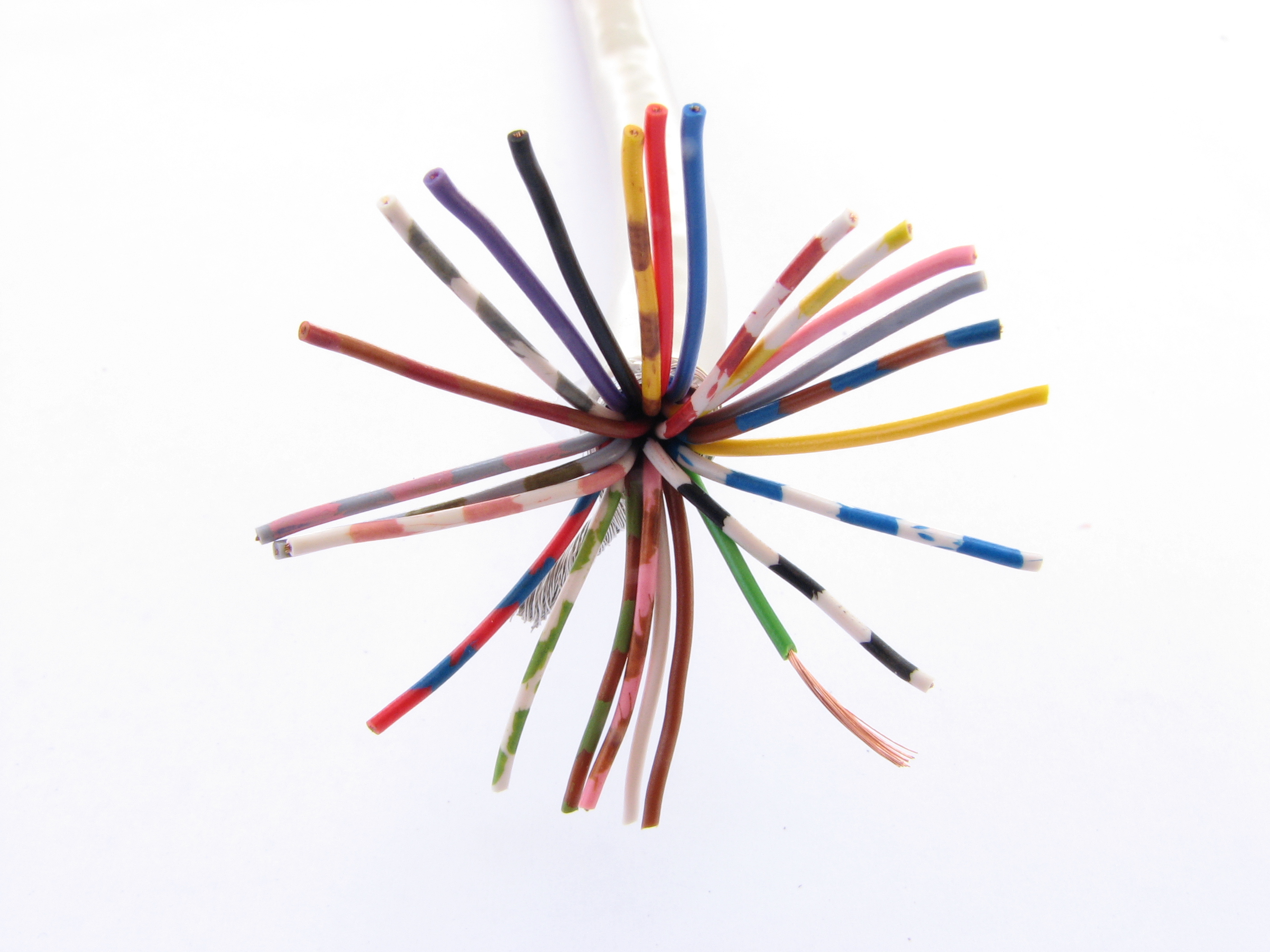
Câble multicolor

Une ligne asymétrique est une ligne de transmission qui, contrairement à la ligne symétrique, n'utilise qu'un conducteur pour transmettre les informations. Elle est par conséquent plus sujette à subir des perturbations du signal sous l'effet de son environnement, ce qui limite sa longueur maximale.